# Gabriel Miasnikov
Gabriel (Gavriil) Ilitch Miasnikov (en russe : Гаврии́л Ильи́ч Мяснико́в), né le 25 février 1889 à Perm et mort fusillé le 16 novembre 1945 à Moscou, est un ouvrier et homme politique bolchévik, leader de l'Opposition ouvrière.

## Biographie
Gabriel Miasnikov est né à Perm, dans l'Oural, en 1889. Jeune ouvrier, il entre vers 1905-1906 au parti bolchevique où il étudie Marx dans la traduction russe et suit activement la polémique entre Bogdanov et Lénine (1907-1917). Arrêté, il passe sept ans en prison, où il est le protagoniste d'une grève de 75 jours.
Après la révolution de Février, il devient le président du soviet de Perm, devant lequel il s'engage à assassiner le grand-duc Michel, sans attendre les ordres du gouvernement central. Durant la guerre civile, il commande des volontaires dans la lutte contre l'Armée blanche qui avait occupé la zone centrale de l'Oural. À la fin de la guerre civile, il est élu délégué au huitième Congrès panrusse des soviets en vue de la préparation duquel il publie un article, « Les problèmes importants », dans lequel il soutient la nécessité de former des syndicats paysans pour défendre les masses pauvres des campagnes contre les koulaks. En 1918, il est membre de la tendance « Communiste de gauche » qui publie Kommunist.
Il est expulsé du parti en 1922, à l'époque de l'interdiction des fractions, après une violente polémique avec Lénine et le Comité central, sur la « liberté de penser autrement ».
Membre de l'Opposition ouvrière, il devient le leader de son aile gauche, qui se forme en 1922 en organisation et prend le nom de « Groupe ouvrier ». Dans le langage courant, les membres de ce groupe sont surnommés les « Miasnikoviens ». Il développe alors une activité clandestine. Le Groupe ouvrier organise des grèves ouvrières en Russie en 1923. Arrêté en 1923, Miasnikov est transporté de prison en prison et subit la torture. 
En 1928, lors de son transfert en Arménie, la prison est transformée en résidence surveillée. Au cours de la même année, il réussit à s'échapper en Perse. Après avoir été à nouveau en prison en Perse puis en Turquie, il réussit à gagner la France au début de l'année 1930, et il y demeure jusqu'en décembre 1944, en travaillant comme ouvrier. 
À la fin de la guerre, il demande à Staline la permission de retourner en URSS. Staline envoie un avion le chercher. À partir de ce jour, il n'y aura plus de nouvelles de Miasnikov qui, jugé secrètement par un tribunal militaire, sera fusillé dans une prison de Moscou le 16 novembre 1945.

## Sources
- Manifeste du Groupe ouvrier (1923)
- (en) Paul Avrich, « Bolshevik Opposition to Lenin : G. Miasnikov and the Workers' Group », in Russian Review, vol. 43, no 1,  p. 1-29, janvier 1984. Disponible sur JSTOR :
- Gabriel Miasnikov, « Donnez des juges aux prolétaires russes ! », 1934